# 足跡 (川嶋愛專輯)
『足跡』是日本創作歌手・川嶋愛在2007年6月27日發售的第三張非迷你專輯。

## 解説
距前作『Thank You!』約一年後發售的原創專輯。歌詞的主題為『創造與破壞』
初回限定盤付贈了收錄有音樂會影像和PV的特典DVD。

## 收錄曲
※全部的作詞・作曲皆為川嶋愛

### 通常盤
1. 與你･････（君に･････）
編曲：小澤純
出自第13張單曲。
2. My Love
編曲：長澤孝志
出自第11張單曲。
3. 櫻慕情（桜慕情）
編曲：中村大智
4. Crying（Album Ver.）
編曲：宗本康兵
出自第11張單曲「My Love」。
5. Someday
編曲：宗本康兵
6. 男朋友（彼氏）
編曲：長澤孝志
7. 暑期問候（暑中お見舞い申し上げます）
編曲：中村大智
8. 紅鞋的含羞草（赤い靴のミモザ）
編曲：宗本康兵
9. 重要的約定（大切な約束）
編曲：宗本康兵
出自第10張單曲。
10. Dreaming World
編曲：naoki
11. 救世種
編曲：吉川忠英
12. compass
編曲：宗本康兵
出自第12張單曲。
13. 足跡（足跡）
編曲：吉川忠英

### 初回限定盤

#### CD
- 和通常盤相同。

#### DVD
1. 川嶋愛聖誕音樂會2006～再一次的約定～摘錄（川嶋あいクリスマスコンサート2006～もう1つの約束～ダイジェスト）
2. 重要的約定 (PV)
3. My Love (PV)
4. comapss (PV)
5. 與你･････ (PV)
6. 重要的約定 (TV SPOT)
7. My Love (TV SPOT)
8. comapss (TV SPOT)
9. 與你･････ (TV SPOT)